# Distrito de Motosu
Motosu (本巣郡, Motosu-gun) é um distrito japonês localizado na província de Gifu.
Em 2008 o distrito tinha uma população estimada em 17 941 habitantes e uma densidade populacional de 3470 h/km². Tem uma área total de 5,17 km².
O distrito é apenas integrado pela vila de Kitagata.